# Capitani coraggiosi (film 1996)
Capitani coraggiosi (Captains Courageous) è un film per la TV del 1996, diretto da Michael Anderson e tratto dal romanzo omonimo di Rudyard Kipling. È un remake del film Capitani coraggiosi del 1937.

## Trama
Harvey Cheyne jr. è un ragazzino ricco e viziato che il destino porta ad imbarcarsi su un peschereccio.
Per tre lunghi mesi dovrà affrontare la dura vita degli uomini di mare; un'esperienza che lo cambierà radicalmente.